# Subaru Natsuki
Subaru Natsuki (ナツキ・スバル Natsuki Subaru?) es un personaje ficticio de la franquicia Re:Zero kara Hajimeru Isekai Seikatsu, una serie de novelas ligeras escritas por Tappei Nagatsuki e ilustradas por Shin'ichirō Ōtsuka.
Subaru es un joven hikikomori que de repente se ve transportado a otro mundo en su camino a casa desde la tienda de conveniencia. Mientras se enfrenta a la nueva sociedad, también se encuentra con catástrofes que resultan en su muerte, aunque siempre es revivido hasta un punto en el tiempo en el que puede hacer cambios sustanciales. Usando este "Regreso de la muerte" (死に戻り Shinimodori?), Subaru busca una forma de proteger a sus nuevos amigos. Aparte del anime y los videojuegos, aparece en la serie de anime chibi, Isekai Quartet.
Nagatsuki originalmente escribió una novela web en 2013 que involucraba la habilidad de Subaru, lo que impresionó a sus superiores y le pidió que escribiera las novelas ligeras. El primer boceto del personaje de Ōtsuka fue rechazado debido al temor del escritor de hacerlo desagradable. En la adaptación al anime de la serie, Subaru tiene la voz de Yūsuke Kobayashi en japonés, Sean Chiplock en el doblaje inglés y Ricardo Bautista en el doblaje al español para Latinoamérica.
Subaru ha sido un personaje popular en Japón y ganó el premio al "Mejor personaje (masculino)" en los Newtype Anime Awards. A pesar de la recepción mixta temprana a la personificación de Subaru en la narrativa, los críticos de anime y manga han elogiado el manejo de su estrés y la forma en que lo supera de una manera heroica, convirtiéndolo en un protagonista agradable.

## Creación y desarrollo
El editor de la serie en MF Bunko J, Masahito Ikemoto, se enteró por primera vez de la novela web en abril de 2013 cuando comenzó a aparecer en su cuenta de Twitter. Inmediatamente quedó impresionado por el uso de la serie del Regreso de la Muerte de Subaru, y cómo fue un "giro deprimente, pero sorprendente, en el género de fantasía" antes de comenzar a trabajar con Nagatsuki para adaptar la serie a una novela ligera.
Nagatsuki concibió el regreso de la muerte bajo la suposición de que ayudaría al personaje principal a fortalecerse con cada uso antes de cambiar de opinión. En cambio, decidió desarrollar Subaru a través de la muerte de este último. Nagatsuki decidió explorar las muertes de Subaru en la novela ligera, ya que descubrió que este concepto rara vez se explora en otras series. Para mantener la narrativa entretenida, Nagatsuki desafía a Subaru con cada regreso de la muerte y lo somete a experiencias horribles, como el momento en que los animales lo comen. Subaru fue creado para ser un joven que ayudaba a una chica de cabello plateado. Mientras que la primera animación de video original de la serie se centró en los intentos de Subaru de salvar el mundo, la segunda tenía como objetivo traer un paralelo con la búsqueda de Emilia sucediendo al mismo tiempo.
El ilustrador Shin'ichirō Ōtsuka envió una serie de diseños de personajes para los personajes principales a Ikemoto. El diseño inicial de Subaru lo hacía parecer un delincuente, y Ōtsuka más tarde lo describió como "sin la cara de un niño en su adolescencia". Ikemoto solicitó que el personaje fuera "más amigable y menos feroz" para que el público pudiera identificarse con él durante las escenas emocionales. Después de unirse al proyecto, Yoshiko Nakamura y el guionista Eiji Umehara tuvieron que reajustar sus puntos de vista del personaje principal y reescribir escenas en las que habían hecho que Subaru pareciera "genial".

### Actores de voz
Yūsuke Kobayashi le da voz a Subaru en la versión japonesa. Inicialmente creyó que la serie era una comedia romántica. Sin embargo, al leer más de la narrativa, Kobayashi se sintió atraído por la serie. Describe a Subaru como un personaje que hace todo lo posible para evitar un futuro negativo gracias a su habilidad regreso de la muerte. Como resultado, ve a su personaje más como un adolescente alegre a pesar de las amenazas que enfrenta. Kobayashi recuerda que se sorprendió cuando lo eligieron inmediatamente para el papel una vez que el personal escuchó su voz. Cuando Kobayashi se estaba preparando, dijo: "¿No son demasiadas líneas para un anime?" basado en los múltiples estados de ánimo que tuvo que retratar, lo que lo llevó al agotamiento durante las sesiones de grabación. Durante los episodios iniciales, Kobayashi se hizo amigo del actriz de voz de Puck, Yumi Uchiyama quien lo apoyó.
Sean Chiplock prestó su voz al personaje en el doblaje en inglés de la serie. Chiplock encontró a Subaru como un personaje enérgico con sentido de la justicia, comparando su personalidad con la de Jin-Mori, el protagonista de The God of High School. Ricardo Bautista lo interpretó en el doblaje hispanoamericano de la serie y Crunchyroll licenció la serie de anime en América Latina y lo estrenó con doblaje al español latino, desde el 2018 mediante su sitio web.

## Apariciones

### Re:Zero kara Hajimeru Isekai Seikatsu
Subaru es el principal protagonista de la serie; es un NEET de 17 años que de repente se ve transportado a otro mundo en su camino a casa desde la tienda de conveniencia. Ahí, conoce a una chica semielfa de cabello plateado llamada Emilia y se enamora profundamente de ella. A su llegada, Subaru adquiere una habilidad que él llama "Regreso de la muerte", que le permite retroceder en el tiempo cuando muere mientras conserva sus recuerdos de las líneas de tiempo anteriores. No puede contarle a nadie acerca de esta habilidad, porque cualquier intento de hacerlo hace que se desmaye momentáneamente cuando unas manos invisibles emergen para apretar su corazón, e incluso pueden matar a quienes lo rodean; también hace que desprenda el "olor de la Bruja Celosa", que atrae a las "mabeasts" (criaturas mágicas), y es repulsivo para quienes pueden detectarlo.
Después de que Subaru resulta herido en una pelea pública con Julius, se mete en una gran discusión con Emilia, quien decide cortar los lazos con Subaru y lo deja atrás. Sabiendo que la mansión y la aldea serán atacadas, Subaru busca ayuda de los otros candidatos reales, pero todos declinan. Mientras reúne un equipo de evacuación, se encuentra con una bestia legendaria llamada Ballena Blanca. Después de reaparecer, Subaru, habiendo caído en la desesperación absoluta, tiene una conversación seria con Rem y le pide que se escape con él. Rem, sin embargo, anima encarecidamente a Subaru a no darse por vencido y le confiesa su amor por él, sabiendo ya que su corazón está por Emilia. Con una nueva determinación, Subaru decide que comenzará de nuevo desde cero. Subaru y Rem luego luchan contra la Ballena Blanca después de lograr una alianza con los campamentos de Crusch y Anastasia. Wilhelm mata a la ballena blanca y después de reconciliarse con Emilia, Subaru confiesa su amor por ella, lo que lleva a Emilia a agradecer entre lágrimas a Subaru por salvarla. Sin embargo, cuando Subaru cuestiona su confesión con respecto a Rem, Emilia no recuerda a Rem por segunda vez, para gran sorpresa de Subaru. Independientemente de los intentos de viajar en el tiempo a través del suicidio, Subaru no puede restaurar la memoria de Rem a quien encuentra en un estado catatónico.
En el arco 3, recibe oficialmente a un dragón de tierra negro llamado Patrasche como su corcel personal. En el arco 4 de la novela web, firma un contrato con Beatrice y aprende parkour y el uso de látigos como arma. A partir del final del arco 4, Subaru se convierte oficialmente en el caballero de Emilia.

### Otras apariciones
Subaru también aparece en el juego móvil Re: Zero - Begin Life in Another World: Lost in Memories, que presenta caminos ramificados que llevan a Subaru a un desenlace diferente de la historia, convirtiéndose en un escenario de "¿Qué pasaría si?".
También aparece de forma narrativa durante un evento de colaboración en el juego móvil Seven Deadly Sins Grand Cross, en el cual también presenta caminos ramificados de la historia, dónde a pesar de ser el protagonista del anime, los únicos personajes obtenibles son Emilia, Rem, Ram y Beatrice. 
La novela visual basada en la serie, titulada Re: Zero kara Hajimaru Isekai Seikatsu -DEATH OR KISS- , cuenta una historia original que difiere de la novela ligera y el anime, y permite al jugador elegir entre rutas con Emilia, Rem, Ram, Felt, Beatrice, Crusch, Priscilla o Anastasia. También se ha planeado que Subaru aparezca en Re: Zero - Begin Life in Another World: The Prophecy of the Throne. Él también protagoniza la serie de anime chibi de comedia crossover Isekai Quartet, donde el elenco de Re: Zero interactúa con otras series de anime isekai en una escuela.

## Recepción
El personaje ganó el premio al Mejor personaje (masculino) en los Newtype Anime Awards 2015-2016. En una encuesta de Crunchyroll, Subaru, con 2246 votos, fue votado como el segundo mejor personaje de Re: Zero después de Rem. En los premios Crunchyroll 2020, Yūsuke Kobayashi ganó la categoría de mejor seiyu masculino por su papel de Subaru.
La recepción crítica de Subaru en las novelas ligeras ha sido mixta. En Anime News Network, Theron Martin elogió la serie por ser una versión algo más fresca del concepto de "transportado a otro mundo", pero la criticó por un diálogo irregular y torpemente cronometrado y una tendencia a la redundancia, lo que hace que Subaru parezca desagradable. En el siguiente volumen de la serie, Rebecca Silverman elogió el uso del retorno de la muerte por parte de Subaru para salvar a las personas que le importan. Kim Morrissy consideraba que los rasgos de Subaru eran únicos dentro del género isekai, ya que en lugar de realizar tareas con facilidad, sufre de múltiples traumas que lo llevan al autodesprecio.
Andy Hanley de UK Anime Network consideró el uso de las escenas de muerte de Subaru en la adaptación del anime como uno de los elementos más singulares de la serie debido a cómo la narrativa la usa para reexaminar al elenco, sobre todo Subaru. Describió a Subaru como "un personaje muy imperfecto y muy humano, cuya personalidad y reacciones están muy marcadas por los eventos que ha presenciado y en los que ha participado". Anime Now tenía sentimientos encontrados hacia Subaru; lo consideraban un "personaje experto en géneros", ya que, si bien podría tener rasgos comunes a otros personajes, su carácter lo vuelve muy complejo. The Fandom Post disfrutó de los logros graduales de Subaru en el anime a pesar de su débil interpretación inicial, ya que en el noveno episodio, obtiene la confianza de Ram mientras descubre la identidad del chamán. THEM Anime Reviews tiene una impresión negativa de Subaru y criticó el comportamiento impulsivo de Subaru debido a sus acciones rápidas, así como su uso persistente del regreso de la muerte que redujo la tensión del anime. También lo describen como la "antítesis" de Kirito, personaje de Sword Art Online, debido a que la pobre vida de Subaru contrasta con la de este último. Los revisores señalan que el arco del personaje tuvo un desarrollo notable en el anime y señalan una escena en la que Subaru tiene una conversación profunda con Rem que lo ayuda a ser más agradable.
En otro artículo centrado en Subaru, Manga.Tokyo comparó las diferencias entre la novela ligera y el anime basándose en cómo lidia con un suicidio para deshacer la muerte de Ram; la dirección del anime que muestra el estado psicológico de Subaru y la forma en que su suicidio fue muy elogiado por hacer que su suicidio pareciera más realista que la versión impresa original. Manga.Tokyo señala que los intentos de Subaru de salvar a otros a través de su propia muerte hicieron que la audiencia japonesa lo apreciara más. El escritor siente que las muertes de Subaru fueron espantosas y las comparó con las de Puella Magi Madoka Magica. El sitio también comparó a Subaru con el personaje principal de KonoSuba!, Kazuma Satō, debido a sus situaciones similares, ya que se encuentran en mundos diferentes. Sin embargo, en lugar de centrarse en misiones como en otras historias isekai, las dos series están más impulsadas por los personajes. Las similitudes entre Subaru y Kazuma llevaron a un mayor paralelismo en Isekai Quartet que Anime News Network lo encontró gracioso.